# یانکوف، استان سیلزی سفلی
یانکوف یک روستا از منطقه اداری گمینا دومانگوو واقع در شهرستان اوواوا در استان سیلزی سفلی جنوب غربی لهستان است. این روستا پیش از سال ۱۹۴۵ بخشی از آلمان بود.